# Lista de palestrantes plenários do Congresso Internacional de Matemáticos
A lista de palestrantes plenários do Congresso Internacional de Matemáticos os palestrantes plenários do Congresso Internacional de Matemáticos.
Para as palestras em língua russa o título da palestra é dado de acordo com a tradução nos volumes dos congressos.

## 1897 Zurique
- Henri Poincaré: Sur les rapports de l’analyse pure et de la physique mathématique
- Adolf Hurwitz: Über die Entwicklung der allgemeinen Theorie der analytischen Funktionen in neuerer Zeit
- Giuseppe Peano: Logica matematica
- Felix Klein: Zur Frage des höheren mathematischen Unterrichts

## 1900 Paris
- Moritz Cantor: L’historiographie des mathématiques
- David Hilbert: Mathematische Probleme (ver Problemas de Hilbert)
- Magnus Gösta Mittag-Leffler: Une page de la vie de Weierstrass
- Vito Volterra: Betti, Brioschi, Casorati - Trois analystes italiens et trois manières d’envisager les questions d’analyse

## 1904 Heidelberg
- Alfred George Greenhill: The mathematical theory of the top considered historically
- Paul Painlevé: Le problème moderne de l’intégration des équations différentielles
- Corrado Segre: La geometria d’oggidi e i suoi legami coll’analisi
- Wilhelm Wirtinger: Riemanns Vorlesungen über die hypergeometrische Reihe und ihre Bedeutung

## 1908 Roma
- Gaston Darboux: Les origines, les méthodes et les problèmes de la géométrie infinitésimale
- Walther von Dyck: Die Encyklopädie der mathematischen Wissenschaften
- Andrew Russell Forsyth: On the Present Condition of Partial Differential Equations of the Second Order as Regards Formal Integration
- Hendrik Antoon Lorentz: Le partage de l’énergie entre la matière pondérable et l’éther
- Magnus Gösta Mittag-Leffler: Sur la représentation arithmétique des fonctions analytiques générales d’une variable complexe
- Simon Newcomb: La théorie du mouvement de la lune: son histoire et son état actuel
- Émile Picard: La mathématique dans ses rapports avec la physique
- Henri Poincaré: L’avenir des mathématiques
- Giuseppe Veronese: La geometria non-archimedea
- Vito Volterra: Le matematiche in Italia nella seconda metà del secolo XIX

## 1912 Cambridge
- Maxime Bôcher: Boundary Problems in One Dimension.
- Émile Borel: Définition et domaine d’existence des fonctions monogènes uniformes.
- Ernest William Brown: Periodicities in the Solar System.
- Federigo Enriques: Il significato della critica dei principii nello sviluppo delle matematiche.
- Boris Borisovich Golitsyn: The Principles of Instrumental Seismology.
- Edmund Landau: Gelöste und ungelöste Probleme aus der Theorie der Primzahlverteilung und der Riemannschen Zetafunktion.
- Joseph Larmor: On the Dynamics of Radiation.
- Henry Seely White: The Place of Mathematics in Engineering Practice.

## 1920 Estrasburgo
- Leonard Eugene Dickson: Some Relations between the Theory of Numbers and Other Branches of Mathematics.
- Joseph Larmor: Questions in Physical Interdetermination.
- Niels Erik Nørlund: Sur les équations aux différences finies.
- Charles-Jean de La Vallée Poussin: Sur les fonctions à variation bornée et les questions qui s’y rattachent.
- Vito Volterra: Sur l’enseignement de la physique mathématique et de quelques points d’analyse.

## 1924 Toronto
- Élie Cartan: La théorie des groupes et les recherches récentes de géométrie différentielle.
- Leonard Eugene Dickson: Outline of the Theory to Date of the Arithmetics of Algebras.
- Jean-Marie Le Roux, Considérations sur une équation aux dérivées partielles de la physique mathématique.
- James Pierpont: Non-Euclidean Geometry from Non-Projective Standpoint.
- Salvatore Pincherle: Sulle operazioni funzionali lineari.
- Francesco Severi: La géométrie algébrique.
- Carl Størmer: Modern Norwegian Researches on the Aurora Borealis
- William Henry Young: Some Characteristic Features of Twentieth Century Pure Mathematical Research.

## 1928 Bolonha
- Luigi Amoroso: Le equazioni differenziali della dinamica economica.
- George David Birkhoff: Quelques éléments mathématiques de I’art.
- Émile Borel: Le calcul des probabilités et les sciences exactes.
- Guido Castelnuovo: La geometria algebrica e la scuola italiana.
- Maurice Fréchet: L’analyse générale et les espaces abstraits.
- Jacques Hadamard: Le développement et le rôle scientifique du calcul fonctionnel.
- David Hilbert: Probleme der Grundlegung der Mathematik
- Theodore von Kármán: Mathematische Probleme der modernen Aerodynamik.
- Nikolai Luzin: Sur les voies de le théorie des ensembles.
- Roberto Marcolongo: Leonardo da Vinci: nella storia della matematica e della meccanica.
- Umberto Puppini: Le bonifiche in Italia.
- Leonida Tonelli: Il contributo italiano alla teoria delle funzioni di variabili reali.
- Oswald Veblen: Differential Invariants and Geometry.
- Vito Volterra: La teoria dei funzionali applicata ai fenomeni ereditari
- Hermann Weyl: Kontinuierliche Gruppen und ihre Darstellungen durch lineare Transformationen.
- William Henry Young: The Mathematical Method and Its Limitations.

## 1932 Zurique
- James Waddell Alexander: Some Problems in Topology.
- Sergei Natanovich Bernstein: Sur les liaisons entre quantités aléatoires.
- Ludwig Bieberbach: Operationsbereiche von Funktionen.
- Harald Bohr: Fastperiodische Funktionen einer komplexen Veränderlichen.
- Constantin Carathéodory: Über die analytischen Abbildungen durch Funktionen mehrerer Veränderlicher.
- Torsten Carleman: Sur la théorie des équations intégrales linéaires et ses applications.
- Élie Cartan: Sur les espaces riemanniens symétriques.
- Rudolf Fueter: Idealtheorie und Funktionentheorie.
- Gaston Julia: Essai sur le développement de la théorie des fonctions de variables complexes.
- Karl Menger: Neuere Methoden und Probleme der Geometrie.
- Marston Morse: The Calculus of Variations in the Large.
- Rolf Nevanlinna: Über die Riemannsche Fläche einer analytischen Funktion.
- Emmy Noether: Hyperkomplexe Systeme in ihren Beziehungen zur kommutativen Algebra und zur Zahlentheorie.
- Wolfgang Pauli: Mathematische Methoden der Quantenmechanik.
- Frigyes Riesz: Sur l’existence de la dérivée des fonctions d’une variable réelle et des fonctions d’intervalle.
- Francesco Severi: La théorie générale des fonctions analytiques de plusieurs variables et la géométrie algébrique.
- Waclaw Sierpinski: Sur les ensembles de points qu’on sait définir effectivement.
- Julius Stenzel: Anschauung und Denken in der klassischen Theorie der griechischen Mathematik.
- Nikolai Chebotaryov: Die Aufgaben der modernen Galoisschen Theorie
- Georges Valiron: Le théorème de Borel-Julia dans la théorie des fonctions méromorphes.
- Rolin Wavre: L’aspect analytique du problème des figures planétaires.

## 1936 Oslo
- Lars Ahlfors: Geometrie der Riemannschen Flächen (Ahlfors foi com Jesse Douglas um dos laureados com a primeira Medalha Fields no mesmo ano)
- Stefan Banach: Die Theorie der Operationen und ihre Bedeutung für die Analysis.
- George David Birkhoff: On the Foundations of Quantum Mechanics.
- Vilhelm Bjerknes: New Lines in Hydrodynamics.
- Élie Cartan: Quelques apergus sur le rôle de la théorie des groupes de Sophus Lie dans le développement de la géométrie moderne.
- Johannes van der Corput: Diophantische Approximationen.
- Maurice Fréchet: Mélanges mathématiques.
- Rudolf Fueter: Die Theorie der regulären Funktionen einer Quaternionenvariablen.
- Helmut Hasse: Über die Riemannsche Vermutung in Funktionenkörpern.
- Erich Hecke: Neuere Fortschritte in der Theorie der elliptischen Modulfunktionen.
- Louis Mordell: Minkowski’s Theorems and Hypotheses on Linear Forms.
- Otto Neugebauer: Über vorgriechische Mathematik und ihre Stellung zur griechischen.
- Jakob Nielsen: Topologie der Flächenabbildungen.
- Øystein Ore: The Decomposition Theorems of Algebra.
- Carl Wilhelm Oseen: Probleme der geometrischen Optik.
- Carl Ludwig Siegel: Analytische Theorie der quadratischen Formen.
- Carl Størmer: Programme for the Quantitative Discussion of Electron Orbits in the Field of a Magnetic Dipole, with Application to Cosmic Rays and Kindred Phenomena
- Oswald Veblen: Spinors and Projective Geometry.
- Norbert Wiener: Gap Theorems.

## 1950 Cambridge
- Abraham Adrian Albert: Power-Associative Algebras.
- Arne Beurling: On Null-Sets in Harmonic Analysis and Function Theory.
- Salomon Bochner: Salomon Bochner, Laplace Operator on Manifolds.
- Henri Cartan: Problémes globaux dans la théorie des fonctions analytiques de plusieurs variables complexes.
- Shiing-Shen Chern: Differential Geometry of Fiber Bundles.
- Harold Davenport: Recent Progress in the Geometry of Numbers.
- Kurt Gödel: Rotating Universes in General Relativity Theory.
- William Vallance Douglas Hodge: The Topological Invariants of Algebraic Varieties.
- Heinz Hopf: Die n-dimensionalen Sphären und projektiven Räume in der Topologie.
- Witold Hurewicz: Homology and Homotopy.
- Shizuo Kakutani: Ergodic Theory.
- Marston Morse: Recent Advances in Variational Theory in the Large.
- John von Neumann: Shock Interaction and Its Mathematical Aspects.
- Joseph Ritt: Differential Groups.
- Adolphe Rome: The Calculation of an Eclipse of the Sun According to Theon of Alexandria.
- Laurent Schwartz: Théorie des Noyaux (recebeu a Medalha Fields no mesmo ano)
- Abraham Wald: Basic Ideas of a General Theory of Statistical Decision Rules.
- André Weil: Number Theory and Algebraic Geometry.
- Hassler Whitney: r-Dimensional Integration in n-Space.
- Norbert Wiener: Comprehensive View of Prediction Theory.
- Raymond Louis Wilder: The Cultural Basis of Mathematics.
- Oscar Zariski: The Fundamental Ideas of Abstract Algebraic Geometry.

## 1954 Amsterdam
- Pavel Alexandrov: Aus der mengentheoretischen Topologie der letzten zwanzig Jahren (em russo)
- Karol Borsuk: Sur l’élimination de phénomènes paradoxaux en topologie générale.
- Richard Brauer: On the Structure of Groups of Finite Order.
- David van Dantzig: Mathematical Problems Raised by the Flood Disaster 1953.
- Jean Dieudonné: Le calcul différentiel dans les corps de caractéristique p > 0.
- Israel Gelfand: Some Aspects of Functional Analysis and Algebra.
- Sydney Goldstein: On Some Methods of Approximation in Fluid Mechanics.
- Harish-Chandra: Representations of Semisimple Lie Groups.
- Børge Jessen: Some Aspects of the Theory of Almost Periodic Functions.
- Andrei Kolmogorov: Théorie générale des systèmes dynamiques et mécanique classique (em russo, com resumo em francês)
- André Lichnerowicz: Les groupes d’holonomie et leurs applications.
- John von Neumann: On Unsolved Problems in Mathematics.
- Jerzy Neyman: Current Problems of Mathematical Statistics.
- Sergey Nikolsky: Einige Fragen der Approximation von Funktionen durch Polynome (em russo)
- Beniamino Segre: Geometry upon an Algebraic Variety.
- Eduard Stiefel: Recent Developments in Relaxation Techniques.
- Alfred Tarski: Mathematics and Metamathematics.
- Edward Charles Titchmarsh: Eigenfunction Problems Arising from Differential Equations.
- André Weil: Abstract versus Classical Algebraic Geometry.
- Kōsaku Yosida: Semigroup Theory and the Integration Problem of Diffusion Equations.

## 1958 Edimburgo
- Aleksandr Danilovich Aleksandrov: Modern Development of Surface Theory.
- Nikolai Bogoliubov, Vasily Vladimirov: On Some Mathematical Problems of Quantum Field Theory.
- Henri Cartan: Sur les fonctions de plusieurs variables complexes: les espaces analytiques.
- Claude Chevalley: La théorie des groupes algébriques.
- Samuel Eilenberg: Applications of Homological Algebra in Topology.
- William Feller: Some New Connections between Probability and Classical Analysis.
- Lars Gårding: Some Trends and Problems in Linear Partial Differential Equations.
- Alexander Grothendieck: The Cohomology Theory of Abstract Algebraic Varieties.
- Friedrich Hirzebruch: Komplexe Mannigfaltigkeiten.
- Stephen Cole Kleene: Mathematical Logic: Constructive and Non-Constructive Operations.
- Cornelius Lanczos: Extended Boundary Value Problems.
- Lev Pontryagin: Optimal Processes of Regulation. (em russo)
- Klaus Friedrich Roth: Rational Approximations to Algebraic Numbers (recebeu a  Medalha Fields no mesmo ano)
- Menahem Max Schiffer: Extremum Problems and Variational Methods in Conformal Mapping.
- Norman Steenrod: Cohomology Operations and Symmetric Products.
- George Temple: Linearization and Delinearization.
- René Thom: Des variétés triangulées aux variétés différentiables (recebeu a  Medalha Fields no mesmo ano)
- George Uhlenbeck: Some Fundamental Problems in Statistical Physics.
- Helmut Wielandt: Entwicklungslinien in der Strukturtheorie der endlichen Gruppen.

## 1962 Estocolmo
- Lars Ahlfors: Teichmüller Spaces.
- Armand Borel: Arithmetic Properties of Linear Algebraic Groups.
- Alonzo Church: Logic, Arithmetic, and Automata.
- Eugene Dynkin: Markov Processes and Problems in Analysis. (em russo)
- Beno Eckmann: Homotopy and Cohomology Theory.
- Israel Gelfand: Automorphic Functions and the Theory of Representations. (em russo)
- Hans Grauert: Die Bedeutung des Levischen Problems fiir die analytische and algebraische Geometrie.
- Peter Henrici: Problems of Stability and Error Propagation in the Numerical Integration of Ordinary Differential Equations.
- Jean-Pierre Kahane: Transformées de Fourier des fonctions sommables.
- John Milnor: Topological Manifolds and Smooth Manifolds (recebeu a  Medalha Fields no mesmo ano)
- Max Newman: Geometrical Topology.
- Louis Nirenberg: Some Aspects of Linear and Nonlinear Partial Differential Equations.
- Igor Shafarevich: Algebraic Number Fields. (em russo)
- Atle Selberg: Discontinuous Groups and Harmonic Analysis (recebeu a  Medalha Fields de 1950)
- Jean-Pierre Serre: Géométrie algébrique (recebeu a  Medalha Fields de 1954)
- Jacques Tits: Groupes simples et géométries associées.

## 1966 Moscou
- Frank Adams: A Survey of Homotopy Theory.
- Michael Artin: The Étale Topology of Schemes.
- Michael Atiyah: Global Aspects of the Theory of Elliptic Differential Operators (recebeu a  Medalha Fields no mesmo ano)
- Richard Bellman: Dynamic Programming and Modern Control Theory.
- Lennart Carleson: Convergence and Summability of Fourier Series.
- Nikolai Efimov: Hyperbolic Problems in the Theory of Surfaces. (em russo)
- Harish-Chandra: Harmonic Analysis on Semisimple Lie Groups.
- Mark Krein: Analytic Problems and Results in the Theory of Linear Operators in Hilbert Space. (em russo)
- Bernard Malgrange: Théorie Locale des Fonctions Différentiables.
- Anatoly Maltsev: On Some Questions on the Border of Algebra and Logic. (em russo)
- Ilja Pjatetskij-Shapiro: Automorphic Functions and Arithmetic Groups. (em russo)
- Johann Schröder: Ungleichungen und Fehlerabschätzungen.
- Kurt Schütte: Neuere Ergebnisse der Beweistheorie.
- Stephen Smale: Differentiable Dynamical Systems (recebeu a  Medalha Fields no mesmo ano)
- Charles Stein: Some Recent Developments in Mathematical Statistics.
- John Griggs Thompson: Characterizations of Finite Simple Groups (recebeu a  Medalha Fields de 1970)
- Ivan Vinogradov, Aleksei Postnikov: Recent Developments in Analytic Number Theory. (em russo)

## 1970 Nice
- Alan Baker: Effective Methods in the Theory of Numbers (recebeu a  Medalha Fields no mesmo ano)
- Raoul Bott: On Topological Obstructions to Integrability.
- William Browder: Manifolds and Homotopy Theory.
- Shiing-Shen Chern: Differential Geometry: Its Past and Its Future.
- Walter Feit: The Current Situation in the Theory of Finite Simple Groups.
- Israel Gelfand: The Cohomology of Infinite Dimensional Lie Algebras; Some Questions of Integral Geometry.
- Phillip Griffiths: A Transcendental Method in Algebraic Geometry.
- Lars Hörmander: Linear Differential Operators (recebeu a  Medalha Fields de 1962)
- Tosio Kato: Scattering Theory and Perturbation of Continuous Spectra.
- Howard Jerome Keisler: Model Theory.
- Gury Marchuk: Methods and Problems of Computational Mathematics.
- Lev Pontryagin: Les Jeux différentiels linéaires.
- Elias Stein: Some Problems in Harmonic Analysis Suggested by Symmetric Spaces and Semi-Simple Groups.
- Richard Swan: Algebraic K-Theory.
- John Tate: Symbols in Arithmetic.
- Charles Wall: Geometric Topology: Manifolds and Structures.

## 1974 Vancouver
- Vladimir Arnold: Critical Points of Smooth Functions.
- Heinz Bauer: Aspects of Modern Potential Theory.
- Enrico Bombieri: Variational Problems and Elliptic Equations (recebeu a  Medalha Fields no mesmo ano)
- Gérard Debreu: Four Aspects of the Mathematical Theory of Economic Equilibrium.
- Pierre Deligne: Poids dans la cohomologie des variétés algébriques (recebeu a  Medalha Fields de 1978)
- George Duff: Mathematical Problems of Tidal Energy.
- Charles Fefferman: Recent Progress in Classical Fourier Analysis (recebeu a  Medalha Fields de 1978)
- James Glimm: Analysis over Infinite-Dimensional Spaces and, Applications to Quantum Field Theory.
- Heinz-Otto Kreiss: Initial Boundary Value Problems for Hyperbolic Partial Differential Equations.
- Jacques-Louis Lions: Sur la théorie du controle.
- Eric Charles Milner: Transversal Theory.
- Daniel Quillen: Higher Algebraic K-Theory (recebeu a  Medalha Fields de 1978)
- Wolfgang Schmidt: Applications of Thue’s Method in Various Branches of Number Theory.
- Isadore Singer: Eigenvalues of the Laplacian and Invariants of Manifolds.
- Volker Strassen: Some results in algebraic complexity theory
- Dennis Sullivan: Inside and Outside Manifolds.
- Jacques Tits: On Buildings and their Applications.
- Anatoli Vitushkin: Coding of Signals with Finite Spectrum and Sound Recording Problems.

## 1978 Helsinque
- Lars Ahlfors: Quasiconformal Mappings, Teichmüller Spaces and Kleinian Groups.
- Alberto Calderón: Commutators, Singular Integrals on Lipschitz Curves and Applications.
- Alain Connes: Von Neumann Algebras (recebeu a  Medalha Fields de 1983)
- Robert Duncan Edwards: The Topology of Manifolds and Cell-Like Maps.
- Daniel Gorenstein: The Classification of Finite Simple Groups.
- Masaki Kashiwara: Micro-Local-Analysis.
- Alexandre Kirillov: Infinite-dimensional groups, their representations, orbits, invariants
- Robert Langlands: L-Functions and Automorphic Representations.
- Yuri Manin: Modular Forms and Number Theory.
- Sergei Novikov: Linear Operators and Integrable Hamiltonian Systems (recebeu a  Medalha Fields de 1970)
- Roger Penrose: The Complex Geometry of the Natural World.
- Wilfried Schmid: Representations of Semisimple Lie Groups.
- Albert Shiryaev: Absolute Continuity and Singularity of Probability Measures in Functional Spaces.
- William Thurston: Geometry and Topology in Dimension Three (recebeu a  Medalha Fields de 1983)
- André Weil: History of Mathematics: Why and How.
- Shing-Tung Yau: The Role of Partial Differential Equations in Differential Geometry (recebeu a  Medalha Fields de 1983)

## 1983 Varsóvia
- Vladimir Arnold: Singularities of Ray Systems.
- Paul Erdős: Extremal Problems in Number Theory, Combinatorics, and Geometry.
- Wendell Fleming: Optimal Control of Markov Processes.
- Christopher Hooley: Some Recent Advances in Analytical Number Theory.
- Wu-Chung Hsiang: Geometric Applications of Algebraic K-Theory.
- Peter Lax: Problems Solved and Unsolved Concerning Linear and Non-Linear Partial Differential Equations.
- Victor Pavlovich Maslov: Non-Standard Characteristics in Asymptotical Problems.
- Barry Mazur: Modular Curves and Arithmetic.
- Robert MacPherson: Global Questions in the Topology of Singular Spaces.
- Aleksander Pełczyński: Structural Theory of Branch Spaces and Its Interplay with Analysis and Probability.
- Gilles Pisier: Finite rank projections on Banach spaces and a conjecture of Grothendieck
- David Ruelle: Turbulent Dynamical Systems.
- Mikio Satō: Monodromy Theory and Holonomic Quantum Fields – a New Link between Mathematics and Theoretical Physics.
- Yum-Tong Siu: Some Recent Developments in Complex Differential Geometry.

## 1986 Berkeley
- Louis de Branges de Bourcia: Underlying Concepts in the Proof of the Bieberbach Conjecture.
- Simon Donaldson: Geometry of Four Dimensional Manifolds (recebeu a  Medalha Fields no mesmo ano)
- Gerd Faltings: Recent Progress in Arithmetic Algebraic Geometry (recebeu a  Medalha Fields no mesmo ano)
- Frederick Gehring: Quasiconformal Mappings.
- Mikhael Gromov: Soft and Hard Symplectic Geometry.
- Hendrik Willem Lenstra: Efficient Algorithms in Number Theory.
- Richard Schoen: New Developments in the Theory of Geometric Partial Differential Equations.
- Arnold Schönhage: Equation Solving in Terms of Computational Complexity.
- Saharon Shelah: Classifying General Classes.
- Anatoliy Skorokhod: Random Processes in Infinite Dimensional Spaces.
- Stephen Smale: Complexity Aspects of Numerical Analysis.
- Elias Stein: Problems in Harmonic Analysis Related to Oscillatory Integrals and Curvature.
- Andrei Suslin: Algebraic K-Theory of Fields.
- David Vogan: Representations of Reductive Lie Groups.
- Edward Witten: String Theory and Geometry.

## 1990 Quioto
- Spencer Bloch: Algebraic K-Theory, Motives, and Algebraic Cycles.
- Stephen Cook: Computational Complexity of Higher Type Functions.
- Boris Feigin: Conformal Field Theory and Cohomologies of the Lie Algebra of Holomorphic Vector Fields on a Complex Curve.
- Andreas Floer: Elliptic Methods in Variational Problems.
- Yasutaka Ihara: Braids, Galois Groups, and Some Arithmetic Functions.
- Vaughan Jones: Von Neumann Algebras in Mathematics and Physics (recebeu a  Medalha Fields no mesmo ano)
- László Lovász: Geometric Algorithms and Algorithmic Geometry.
- George Lusztig: Intersection Cohomology Methods in Representation Theory.
- Andrew Majda: The Interaction on Non-Linear Analysis and Modern Applied Mathematics.
- Grigory Margulis: Dynamical and Ergodic Properties of Subgroup Actions on Homogeneous Spaces with Applications to Number Theory (recebeu a  Medalha Fields de 1978)
- Richard Burt Melrose: Pseudodifferential Operators, Corners and Singular Limits.
- Shigefumi Mori: Birational Classification of Algebraic Threefolds (recebeu a  Medalha Fields no mesmo ano)
- Yakov Sinai: Hyperbolic Billiards.
- Karen Uhlenbeck: Applications of Non-Linear Analysis in Topology.
- Alexander Varchenko: Multidimensional Hypergeometric Functions in Conformal Field Theory, Algebraic K-Theory, Algebraic Geometry.

## 1994 Zurique
- László Babai: Transparent Proofs and Limits to Approximation.
- Andrei Bolibrukh: The Riemann-Hilbert problem and Fuchsian differential equations on the Riemann sphere.
- Jean Bourgain: Harmonic Analysis and Nonlinear Partial Differential Equations (recebeu a  Medalha Fields no mesmo ano)
- John Horton Conway: Sphere Packings, Lattices, Codes, and Greed.
- Ingrid Daubechies: Wavelets and Other Phase Localization Methods.
- Jürg Fröhlich: The Fractional Quantum Hall Effect, ChernSimons Theory and Integral Lattices.
- Joseph Keller: Wave Propagation.
- Maxim Kontsevich: Homological Algebra of Mirror Symmetry (recebeu a  Medalha Fields de 1998)
- Pierre-Louis Lions: On Some Recent Methods for Nonlinear Partial Differential Equations (recebeu a  Medalha Fields no mesmo ano)
- Bernadette Perrin-Riou: p-adic L-functions.
- Marina Ratner: Interactions between Ergodic Theory, Lie Groups and Number Theory.
- Paul Seymour: Progress on the Four-Colour Theorem.
- Clifford Taubes: Anti-self Dual Geometry.
- S. R. Srinivasa Varadhan: Entropy Methods in Hydrodynamic Scaling.
- Victor Vassiliev: Topology of Discriminants and Their Complements.
- Dan-Virgil Voiculescu: Free Probability Theory: Random Matrices and von Neumann Algebras.
- Andrew Wiles: Modular Forms, Elliptic Curves and Fermat’s Last Theorem.
- Jean-Christophe Yoccoz: Recent Developments in Dynamics (recebeu a  Medalha Fields no mesmo ano)

## 1998 Berlim
- Jean-Michel Bismut: Local Index Theory and Higher Analytic Torsion.
- Christopher Deninger: Some Analogies Between Number Theory and Dynamical Systems on Foliated Spaces.
- Persi Diaconis: From Shuffling Cards to Walking Around the Building: An Introduction to Modern Markov Chain Theory.
- Giovanni Gallavotti: Chaotic Hypothesis and Universal Large Deviations Properties.
- Wolfgang Hackbusch: From Classical Numerical Mathematics to Scientific Computing.
- Helmut Hofer: Dynamics, Topology, and Holomorphic Curves.
- Ehud Hrushovski: Geometric Model Theory.
- Ian Macdonald: Constant Term Identities, Orthogonal Polynomials, and Affine Hecke Algebras.
- Stéphane Mallat: Applied Mathematics Meets Signal Processing.
- Dusa McDuff: Fibrations in Symplectic Topology.
- Tetsuji Miwa: Solvable Lattice Models and Representation Theory of Quantum Affine Algebras.
- Jürgen Moser: Dynamical Systems Past and Present.
- George Papanicolaou: Mathematical Problems in Geophysical Wave Propagation.
- Gilles Pisier: Operator Spaces and Similarity Problems.
- Peter Sarnak: L-Functions.
- Peter Shor: Quantum Computing.
- Karl Sigmund: The Population Dynamics of Conflict and Cooperation.
- Michel Talagrand: Huge Random Structures and Mean Field Models for Spin Glasses.
- Cumrun Vafa: Geometric Physics.
- Marcelo Viana: Dynamics: A Probabilistic and Geometric Perspective.
- Vladimir Voevodsky: A1-Homotopy Theory (recebeu a  Medalha Fields de 2002)

## 2002 Pequim
- Noga Alon: Discrete Mathematics: Methods and Challenges.
- Douglas Arnold: Differential Complexes and Numerical Stability.
- Alberto Bressan: Hyperbolic Systems of Conservation Laws in One Space Dimension.
- Luis Caffarelli: Nonlinear Elliptic Theory and the Monge-Ampere Equation.
- Sun-Yung Alice Chang, Paul Chien-Ping Yang: Non-linear Partial Differential Equations in Conformal Geometry.
- David Donoho: Emerging Applications of Geometric Multiscale Analysis.
- Ludvig Faddeev: Knotted Solitons.
- Shafrira Goldwasser: Mathematical Foundations of Modern Cryptography: Computational Complexity Perspective.
- Uffe Haagerup: Random Matrices, Free Probability and the Invariant Subspace Problem Relative to a von Neumann Algebra.
- Michael Jerome Hopkins: Algebraic Topology and Modular Forms.
- Victor Kac: Classification of Supersymmetries.
- Harry Kesten: Some Highlights of Percolation.
- Frances Kirwan: Cohomology of Moduli Spaces.
- Laurent Lafforgue: Chtoucas de Drinfeld, Formule des Traces d’Arthur-Selberg et Correspondance de Langlands (recebeu a  Medalha Fields no mesmo ano)
- David Mumford: Pattern Theory: The Mathematics of Perception (recebeu a  Medalha Fields de 1974)
- Hiraku Nakajima: Geometric Construction of Representations of Affine Algebras.
- Yum-Tong Siu: Some Recent Transcendental Techniques in Algebraic and Complex Geometry.
- Richard Taylor: Galois Representations.
- Gang Tian: Geometry and Nonlinear Analysis.
- Edward Witten: Singularities in String Theory (recebeu a  Medalha Fields de 1990)

## 2006 Madrid
- Percy Deift: Universality for Mathematical and Physical Systems.
- Jean-Pierre Demailly: Kähler Manifolds and Transcendental Techniques in Algebraic Geometry.
- Ronald DeVore: Optimal Computation.
- Yakov Eliashberg: Symplectic Field Theory and Its Applications.
- Étienne Ghys: Knots and Dynamics.
- Richard Hamilton: The Poincaré Conjecture.
- Henryk Iwaniec: Prime Numbers and L-functions.
- Iain Murray Johnstone: High Dimensional Statistical Inference and Random Matrices.
- Kazuya Katō: Iwasawa Theory and Generalizations.
- Robert Kohn: Energy-Driven Pattern Formation.
- Ib Madsen: Moduli Spaces from a Topological Viewpoint.
- Arkadi Nemirovski: Advances in Convex Optimization: Conic Programming.
- Sorin Popa: Deformation and Rigidity for Group Actions and von Neumann Algebras.
- Alfio Quarteroni: Cardiovascular Mathematics.
- Oded Schramm: Conformally Invariant Scaling Limits: An Overview and a Collection of Problems.
- Richard Peter Stanley: Increasing and Decreasing Subsequences and Their Variants.
- Terence Tao: The Dichotomy between Structure and Randomness, Arithmetic Progressions, and the Primes (recebeu a  Medalha Fields no mesmo ano)
- Juan Luis Vázquez: Perspectives in Nonlinear Diffusion: Between Analysis, Physics, and Geometry.
- Michèle Vergne: Applications of Equivariant Cohomology.
- Avi Wigderson: P, NP, and Mathematics: A Computational Complexity Perspective.

## 2010 Hyderabad
- David Aldous: Exchangeability and Continuum Limits of Discrete Random Structures
- Artur Avila: Dynamics of Renormalization Operators
- Ramachandran Balasubramanian: Highly Composite
- Ngô Bảo Châu: Endoscopy Theory of Automorphic Forms (recebeu a  Medalha Fields no mesmo ano)
- Jean-Michel Coron: On the Controllability of Nonlinear Partial Differential Equations
- Irit Dinur: Probabilistically Checkable Proofs and Codes (Teorema PCP)
- Hillel Fürstenberg: Ergodic Structures and Non-Conventional Ergodic Theorems
- Thomas J.R. Hughes: Isogeometric Analysis
- Peter Wilcox Jones: Eigenfunctions and Coordinate Systems on Manifolds
- Carlos Kenig: The Global Behavior of Solutions to Critical Non-linear Dispersive Equations
- Stanley Osher: New Algorithms in Image Science
- Raman Parimala: Arithmetic of Linear Algebraic Groups over Two-dimensional Fields
- Alexey Parshin: Representations of Higher Adelic Groups and Arithmetics
- Peng Shige: Backward Stochastic Differential Equations, Nonlinear Expectations and Their Applications
- Kim Plofker: “Indian” Rules, “Yavana” Rules: Foreign Identity and the Transmission of Mathematics
- Nicolai Reshetikhin: On Mathematical Problems in Quantum Field Theory
- Richard Schoen: Riemannian Manifolds of Positive Curvature
- Claire Voisin: On the Cohomology of Algebraic Varieties
- William Hugh Woodin: Strong Axioms of Infinity and the Search for V

## 2014 Seul
- Ian Agol: Virtual properties of 3-manifolds
- James Arthur: L-functions and automorphic representations
- Manjul Bhargava: Rational points on elliptic and hyperelliptic curves (recebeu a  Medalha Fields no mesmo ano)
- Alexei Borodin: Integrable probability
- Franco Brezzi: The great beauty of VEM’s
- Emmanuel Candès: Mathematics of sparsity (and a few other things)
- Demetrios Christodoulou: Hyperbolic P.D.E. and Lorentzian Geometry
- Alan Frieze: Random Structures and Algorithms
- Jean-François Le Gall: Random geometry on the sphere
- Ben Green: Approximate algebraic structure
- Jun-Muk Hwang: Mori geometry meets Cartan geometry: Varieties of minimal rational tangents
- János Kollár: The structure of algebraic varieties
- Mikhail Lyubich: Analytic Low-Dimensional Dynamics: from dimension one to two
- Fernando Codá Marques: Minimal surfaces - variational theory and applications
- Frank Merle: Asymptotics for critical nonlinear dispersive equations
- Maryam Mirzakhani: (Vortrag gestrichen) (recebeu a  Medalha Fields no mesmo ano)
- Takurō Mochizuki: Wild harmonic bundles and twistor {\displaystyle {\mathcal {D}}}-modules
- Benoit Perthame: Some mathematical aspects of tumor growth and therapy
- Jonathan Pila: O-minimality and Diophantine geometry
- Vojtěch Rödl: Quasi-randomness and the regularity method in hypergraphs
- Vera Serganova: Finite dimensional representations of algebraic supergroups

## 2018 Rio de Janeiro
- Luigi Ambrosio
- Nalini Anantharaman
- Sanjeev Arora
- Ronald Coifman
- Simon Donaldson
- Catherine Goldstein
- Michael Irwin Jordan
- Gil Kalai
- Peter Kronheimer
- Vincent Lafforgue
- Greg Lawler
- Christian Lubich
- Alexander Lubotzky
- Carlos Gustavo Moreira
- Tomasz Mrowka
- Assaf Naor
- Andrei Okounkov
- Rahul Pandharipande
- Peter Scholze
- Sylvia Serfaty
- Geordie Williamson
- Lai-Sang Young

## 2022 São Petersburgo
- Michel Van den Bergh
- Mladen Bestvina
- Bhargav Bhatt
- Kevin Buzzard
- Frank Calegari
- Tobias Colding
- Weinan E
- Craig Gentry
- Alice Guionnet
- Larry Guth
- Svetlana Jitomirskaya
- David Kazhdan
- Igor Krichever
- Alexander Kuznetsov
- Camillo De Lellis
- Frans Pretorius
- Laure Saint-Raymond
- Scott Sheffield
- Kannan Soundararajan
- Catharina Stroppel
- Umesh Vazirani